# Giorgio Basadonna
Giorgio Basadonna (Milano, 14 settembre 1922 – Milano, 9 maggio 2008) è stato un presbitero, saggista, docente ed educatore italiano, noto anche per il forte impulso dato allo scautismo e guidismo in Italia.

## Biografia
Dopo aver ottenuto la licenza in teologia, fu ordinato sacerdote il 17 marzo 1945 e, nel 1950, conseguì anche la laurea in lettere.
Dal 1944 al 1958 insegnò al seminario di Seveso e successivamente all’Istituto superiore di educazione fisica dell'Università Cattolica di Milano (di cui divenne assistente spirituale nel 1980). Continuò ad insegnare religione in diverse scuole pubbliche e private di Milano fino alla pensione; in particolare insegnò religione per molti anni al liceo classico Giuseppe Parini e al liceo classico dell'Istituto Vittoria Colonna di Milano. Dal 1958 al 1964 fu anche assistente ecclesiastico della Federazione Universitaria Cattolica Italiana.
Collaborò lungamente con Avvenire, scrivendo su diversi argomenti nella rubrica Il sestante e commentando il vangelo della domenica. Collaborò anche, sin dalle sue origini, nel 1961, con il mensile Il Segno, e con altre riviste diocesane, nel 1983 fu responsabile (per un solo anno) delle trasmissioni di Radio A, e scrisse diversi libri su temi educativi, sullo scautismo e sulla vita di fede.
In occasione del suo funerale, tenutosi il 12 maggio 2008 presso la chiesa di San Giuseppe della Pace a Milano, il cardinale Dionigi Tettamanzi, arcivescovo di Milano, disse di lui: "Don Giorgio fu sempre e tenacemente un apostolo della gioia evangelica. Il suo stile di vita, i molti libri scritti, le esortazioni su cui sempre ritornava - anche sulla segreteria telefonica! -, erano un costante richiamo a quel “di più” di grazia, di lode, di gioia che può e deve inondare di freschezza e beatitudine la vita del cristiano. Questo respiro radioso, del volto e del cuore, non si è spento 
neanche sul letto tormentato della malattia e ben lo ricordo, nell’ultima visita fattagli alla Clinica Capitanio, quando accogliendo la mia insistita richiesta, con la luce trasfigurante nelle parole e negli occhi, don Giorgio mi ha dato la sua benedizione".

### Attività nello scautismo
Entrò nel mondo scout nel 1942 nel periodo della cosiddetta "giungla silente" e divenne nel tempo una delle figure di riferimento dello scautismo e guidismo in Italia: dopo l'ordinazione sacerdotale, infatti, divenne inizialmente assistente ecclesiastico di gruppi milanesi dell'Associazione scouts cattolici italiani (ASCI), venendo poi nominato assistente ecclesiastico mondiale della Conferenza internazionale cattolica del guidismo (CICG) dal 1966 al 1976, assistente ecclesiastico nazionale dell'Associazione Guide Italiane (AGI) dal 1967 al 1975 - l'ultimo a ricoprire tale ruolo in questa associazione, in quanto successivamente confluita nell'Associazione Guide e Scouts Cattolici Italiani (AGESCI), ed infine fu nominato primo assistente ecclesiastico nazionale dell'AGESCI dal 1974, anno della fondazione dell'associazione, al 1976.
Il suo libro Spiritualità della strada è considerato uno dei testi fondamentali del roverismo italiano. Nel suo testamento spirituale don Giorgio scrisse: "Lo scautismo è stato per me una “spiritualità. Mi ha educato all’altruismo conquistato nell’umiltà dei miei limiti e nell’impegno di servizio mai abbandonato, nella semplicità essenziale dell’avere e dell’essere, nella gioia di saper scoprire dappertutto la Bellezza e l’amore di Dio (Natura)…".

## Opere
- Giorgio Basadonna, La Confessione Sacramento di gioia, Milano, F.U.C.I., 1961.
- Giorgio Basadonna, Il presepio di Dio, Àncora Editrice, 1997, ISBN 978-88-7610-641-5.
- Giorgio Basadonna, Magnificat. Riflessioni Sulla Madre Di Dio, Milano, Àncora Editrice, 1971.
- Giorgio Basadonna, Alla scuola di Dio, Milano, Àncora Editrice, 1972.
- Giorgio Basadonna, Natale: fiaba o mistero?, Edizioni Dehoniane Bologna, 1995, ISBN 978-88-10-70239-0.
- Giorgio Basadonna, Viene lo Spirito: Novena o veglia di pentecoste. Brani biblici, riflessioni, spunti, preghiere, canti per lasciarci convertire dallo Spirito, Edizioni Dehoniane Bologna, 1979, ISBN 978-88-10-70438-7.
- Giorgio Basadonna, Nel Cuore della Resurrezione, Rusconi Libri, 1979.
- Giorgio Basadonna, Spiritualità della strada, Àncora Editrice, 1979.
- Giorgio Basadonna, Tempo di speranza. Un cammino attraverso la Bibbia, Bologna, EDB, 1979.
- Giorgio Basadonna, Creati per amare. Riflessioni e orientamenti per la vita, Elledici, 1981.
- Giorgio Basadonna, AGESCI: un cammino di speranza, Edizioni Borla, 1979.
- Giorgio Basadonna, Due minuti di luce, Milano, Àncora Editrice, 1984.
- Giorgio Basadonna, Madonna della fede, Milano, Àncora Editrice, 1984.
- Pietro Bianchi e Giorgio Basadonna, Giovanni Paolo II, pellegrino al Sacro Monte: Varese, 2 novembre 1984, Varese, 1984.
- Giorgio Basadonna, Nel deserto parlerò al tuo cuore, Milano, Àncora Editrice, 1985.
- Giorgio Basadonna, Fidarsi di Dio. Ne vale la pena?, Edizioni Paoline, 1985.
- Giorgio Basadonna, La preghiera del rosario, Milano, Àncora Editrice, 1986.
- Giorgio Basadonna, Inventare la vita, Milano, Àncora Editrice, 1987.
- Giorgio Basadonna, Ritorno al Giordano - Le immagini e le parole negli autografi di Paolo VI, Roma, Avvenire, 1988.
- Giorgio Basadonna, Via crucis, Àncora Editrice, 1989, ISBN 978-88-7610-036-9.
- Gabriel M. Brasò e Giorgio Basadonna, Sentiero di vita, Àncora Editrice, 1988, ISBN 978-88-7610-263-9.
- Giorgio Basadonna, Fede come avventura. In dialogo con Cristo, Edizioni Paoline, 1990.
- Giorgio Basadonna, Pregare in famiglia, Edizioni Paoline, 1991, ISBN 978-88-315-0604-5.
- Giorgio Basadonna, Fino a quando Signore? Il problema del male, Milano, Àncora Editrice, 1991.
- Giorgio Basadonna, Sui fiumi di Babilonia o si è profeti o si è traditori, Milano, Àncora Editrice, 1993.
- Giorgio Basadonna, Un cuore nuovo. Per un cammino di conversione, Milano, Àncora Editrice, 1993.
- Giorgio Basadonna, In terra come in cielo. Brevi considerazioni sul Padre nostro, Edizioni Paoline, 1993.
- Giorgio Basadonna, Sempre pronto! Un profilo di don Andrea Ghetti, Àncora Editrice, 1994, ISBN 978-88-7610-498-5.
- Giorgio Basadonna, Con Gesù l'ultima sera. Esercizi spirituali, Edizioni Piemme, 1994, ISBN 978-88-384-2086-3.
- Giorgio Basadonna, Caro reverendo, IPL, 1995.
- Giorgio Basadonna, Cardinal Schuster: un monaco vescovo nella dinamica Milano, Edizioni Paoline, 1996, ISBN 978-88-315-1190-2.
- Giorgio Basadonna, La parola nella strada, Milano, Centro ambrosiano Editore, 1997.
- Giorgio Basadonna, Scegliere Gesù, Gribaudi, 1997.
- Giorgio Basadonna, Sulle tracce di Tommaso Reggio: vescovo di Ventimiglia, arcivescovo di Genova, Gribaudi, 1998, ISBN 978-88-7152-509-9.
- Giorgio Basadonna, Alle sorgenti della morale, Edizioni San Paolo, 1998.
- Giorgio Basadonna, Ti voglio bene! Educare il cuore all'amore, Milano, Àncora Editrice, 1999.
- Giorgio Basadonna, Paolo VI, dono d'amore alla Chiesa, Brescia, Istituto Paolo VI, 2000.
- Giorgio Basadonna, La santità operosa di Tommaso Reggio, Itaca, 2000.
- Giorgio Basadonna, L'umana avventura. Il divino nell'umano, Milano, Gribaudi, 2000.
- Giorgio Basadonna, Invito al deserto, Milano, Àncora Editrice, 2000.
- Giorgio Basadonna, Inventare la vita per crescere liberi, Milano, Àncora Editrice, 2001.
- Giorgio Basadonna, Quale Dio? Tormento dell'animo umano, Edizioni Paoline, 2002, ISBN 978-88-315-2335-6.
- Giorgio Basadonna, Stefano Guarinelli e Fabrizio Losito, L'eredità... e altri disastri. Aspetti psicologici, morali, legali, Àncora Editrice, 2002, ISBN 978-88-514-0015-6.
- Giorgio Basadonna, L'eredità... e altri disastri. Aspetti psicologici, morali, legali, Milano, Àncora Editrice, 2002.
- Giorgio Basadonna, Spazi di gioia. La bellezza della vita quotidiana, Milano, Àncora Editrice, 2002.
- Giorgio Basadonna, ... E pace in terra, Milano, Àncora Editrice, 2002, ISBN 978-88-514-0085-9.
- Giorgio Basadonna, Lasciarsi sedurre da Dio. Dialogo sulla religione, EMP, 2003.
- Giorgio Basadonna, Cristiani di nome o di fatto?, Roma, Àncora Editrice, 2005.
- Maria Vittoria Gatti e Giorgio Basadonna, L'avventura scout: educazione e futuro : in occasione del centenario scout 1907-2007, Àncora Editrice, 2007, ISBN 978-88-514-0475-8.
- Giorgio Basadonna, Si può ancora essere cristiani?, Àncora Editrice, 2007, ISBN 978-88-514-0510-6.
- Giorgio Basadonna, Prete nel mondo, Centro Ambrosiano, 2009, ISBN 978-88-8025-591-8.